# كارلوس أوروزكو روميرو
كارلوس أوروزكو روميرو (بالإسبانية: Carlos Orozco)‏ هو رسام كارتون ورسام مكسيكي، ولد في 3 سبتمبر 1896 في غوادالاخارا في المكسيك، وتوفي في 29 مارس 1984 في مدينة مكسيكو في المكسيك.